# Grapsicepon belizeianum
Grapsicepon belizeianum är en kräftdjursart som beskrevs av Clements Robert Markham 1988. Grapsicepon belizeianum ingår i släktet Grapsicepon och familjen Bopyridae. Inga underarter finns listade i Catalogue of Life.